# Município de Webster (condado de Wood, Ohio)
O município de Webster (em inglês: Webster Township) é um município localizado no condado de Wood no estado estadounidense de Ohio. No ano de 2010 tinha uma população de 1.283 habitantes e uma densidade populacional de 17,2 pessoas por km².

## Geografia
O município de Webster encontra-se localizado nas coordenadas 41° 25′ 57″ N, 83° 32′ 18″ O. Segundo a Departamento do Censo dos Estados Unidos, o município tem uma superfície total de 74.6 km², da qual 74,6 km² correspondem a terra firme e (0 %) 0 km² é água.

## Demografia
Segundo o censo de 2010, tinha 1.283 habitantes residindo no município de Webster. A densidade populacional era de 17,2 hab./km². Dos 1.283 habitantes, o município de Webster estava composto pelo 95,87 % brancos, o 0,16 % eram afroamericanos, o 0,39 % eram asiáticos, o 1,48 % eram de outras raças e o 2,1 % eram de uma mistura de raças. Do total da população o 3,9 % eram hispanos ou latinos de qualquer raça.